# شهرستان بیکر (جورجیا)
شهرستان بیکر، جورجیا (به انگلیسی: Baker County, Georgia) یک سکونتگاه مسکونی در ایالات متحده آمریکا است که در جورجیا واقع شده‌است.